# Velká Stolová
Velká Stolová är ett berg i Tjeckien.   Det ligger i regionen Mähren-Schlesien, i den östra delen av landet, 290 km öster om huvudstaden Prag. Toppen på Velká Stolová är 1 051 meter över havet.
Terrängen runt Velká Stolová är huvudsakligen kuperad, men åt nordväst är den platt.Runt Velká Stolová är det ganska glesbefolkat, med 42 invånare per kvadratkilometer. Närmaste större samhälle är Frýdek-Místek, 19,5 km norr om Velká Stolová. I omgivningarna runt Velká Stolová växer i huvudsak blandskog.